# ریج (مونتانا)
ریج (به انگلیسی: Ridge) یک منطقهٔ مسکونی در ایالات متحده آمریکا است که در مونتانا قرار دارد.